# Вулиця Космічна (Львів)
Вулиця Космічна — вулиця у Шевченківському районі міста Львів, місцевість Збоїща. Пролягає від вулиці Творчої до вулиці Івана Миколайчука. Прилучаються вулиці Збоїща та Купальська.

## Історія та забудова
Вулиця виникла у середині XX століття, у 1958 році отримала сучасну назву.
Забудована одноповерховими приватними садибами.